# تشارلز فرانكلين
تشارلز فرانكلين (بالإنجليزية: Charles B. Franklin)‏ هو متسابق دراجات نارية ومهندس أمريكي وأيرلندي، ولد في 13 أكتوبر 1880 في Drumcondra, Dublin ‏ في جمهورية أيرلندا، وتوفي في 19 أكتوبر 1932 في سبرينغفيلد في الولايات المتحدة بسبب سرطان.